# Carl Lossow

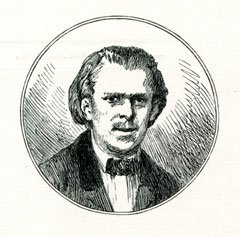
Selbstbildnis von Carl Lossow

Carl Lossow (* 6. August 1835 in München; † 12. März 1861 in Rom) war ein deutscher Historienmaler.
Lossow war der Sohn des Bildhauers Arnold Hermann Lossow. Seine beiden jüngeren Brüder waren der Tiermaler Friedrich Lossow und der Genremaler Heinrich Lossow.
Seinen ersten künstlerischen Unterricht erhielt Lossow durch seinen Vater. Er besuchte die Akademie in München und war ein Schüler von Philipp von Foltz. Außerdem wurde er künstlerisch durch seinen Freund Andreas Müller und durch sein Vorbild Moritz von Schwind beeinflusst. Er unternahm eine Reise nach Norditalien und lernte dort 1856 den Erbprinzen von Meiningen Georg II. kennen, der ihm Aufträge verschaffte. Diese umfassten Themen aus der Sagenwelt und historische Stoffe. Zu Gast in der Villa Carlotta malte Lossow unter anderem einen Zyklus aus der „Gudrun“ und einen weiteren mit Darstellungen aus Uhlands Balladen.
Im Alter von 25 Jahren starb der Historienmaler Carl Lossow am 12. März 1861 in Rom.

## Werke (Auswahl)
- Gang nach Canossa
- Alea iacta est
- Bleistiftzeichnungen zu den Königskindern (Heinrich Heine) sowie dem Räuber, der Kapelle und dem Jägerlied von Ludwig Uhland
- Blick von der Oberen Wörthstraße auf die Karlsbrücke, mit Burg und Sebalduskirche, Bleistiftzeichnung ca. 20 × 25 cm
- Bildnis des Meininger Erbprinzen Bernhard, Öl/Leinwand, 1855, ausgestellt 2014/2015 im Schloss Elisabethenburg (Meininger Museen)[1]
- Gudrun (u. a. wie Horant sang), ausgestellt 1856 vom Münchener Kunstverein
- Eroberung der Stadt der Mallier durch Alexander den Großen, ausgestellt 1858 auf der Allgemeinen Deutschen Kunstausstellung München
- Deutsche Lieder, zwölf Kompositionen (inkl. Selbstbildnis), erschienen 1874 (in Holzschnitt von A. Cloß, Allgaier, Siegle und J. L. Trambauer; mit Einleitung von Hermann Kurz) bei Bruckmann

23 Aquarelle und Zeichnungen von Lossow wurden in die Maillinger-Sammlung (später Historisches Museum der Stadt München) aufgenommen.
Grafiken von ihm befinden sich unter anderem in der Sammlung des Museums Georg Schäfer.